# اسکیپر کرنر (کارولینای شمالی)
اسکیپر کرنر (به انگلیسی: Skippers Corner) شهری در ایالت کارولینای شمالی کشور ایالات متحده آمریکا است که جمعیت آن در سرشماری سال ۲۰۱۰ میلادی، ۲٬۷۸۵ نفر بوده‌است.